# Яворський Михайло Володимирович
Михайло Володимирович Яворський (1980—2023) — старший солдат Збройних сил України, учасник російсько-української війни, що відзначився у ході російського вторгнення в Україну. Герой України (посмертно).

## Життєпис
Народився у м. Коломия Івано-Франківської області. У 1996, коли Михайлові було 16 років, сім'я Яворських виїхала до США. Закінчив у м. Чикаґо школу, чотири роки служив в американській армії, вивчився у престижному університеті University of Illinois Urbana-Champaign на інженера-електроніка. Згодом працював в Avanade Inc, Xpo Logistics; одружився, виховував разом з дружиною маленьку доньку Соломійку. Мав громадянство США.
У перші дні російське вторгнення прилетів до України та добровільно пішов служити до лав Збройних сил України. Служив старшим солдатом, стрільцем у складі 67-ої окремої механізованої бригади. Брав участь у бойових діях в районі населених пунктів Давидів Брід, Новогригорівка, Білогірка, Березнегувате, Біла Криниця, Троїцьке, Миколаїв, Бахмут, у Барвінкове, Борова, Міньківка, Оріхово-Василівка, Стариця, міста Лиман, Ямпіль, Серебрянське лісництво.
Загинув у ніч на 25 травня 2023 року неподалік м. Кремінна, на території Серебрянського лісництва. Рятуючи поранених побратимів, двох відтягнув на безпечні позиції. Коли повернувся за третім, поруч розірвався ворожий снаряд, від якого Михайло загинув на місці.
Із загиблим Михайлом Яворським прощалися спочатку на Івано-Франківщині, звідки родом сім'я Яворських, а потім у Чикаго, де проживає уся його найближча родина. Поховано в м. Чикаго на цвинтарі Святого Миколая.

## Нагороди
- Звання Герой України з удостоєнням ордена «Золота Зірка» (6 травня 2024, посмертно) — за особисту мужність і героїзм, виявлені у захисті державного суверенітету та територіальної цілісності України, самовіддане служіння Українському народові[4].
- Почесний громадянин міста Колимия (посмертно).